# Valerie Schönian

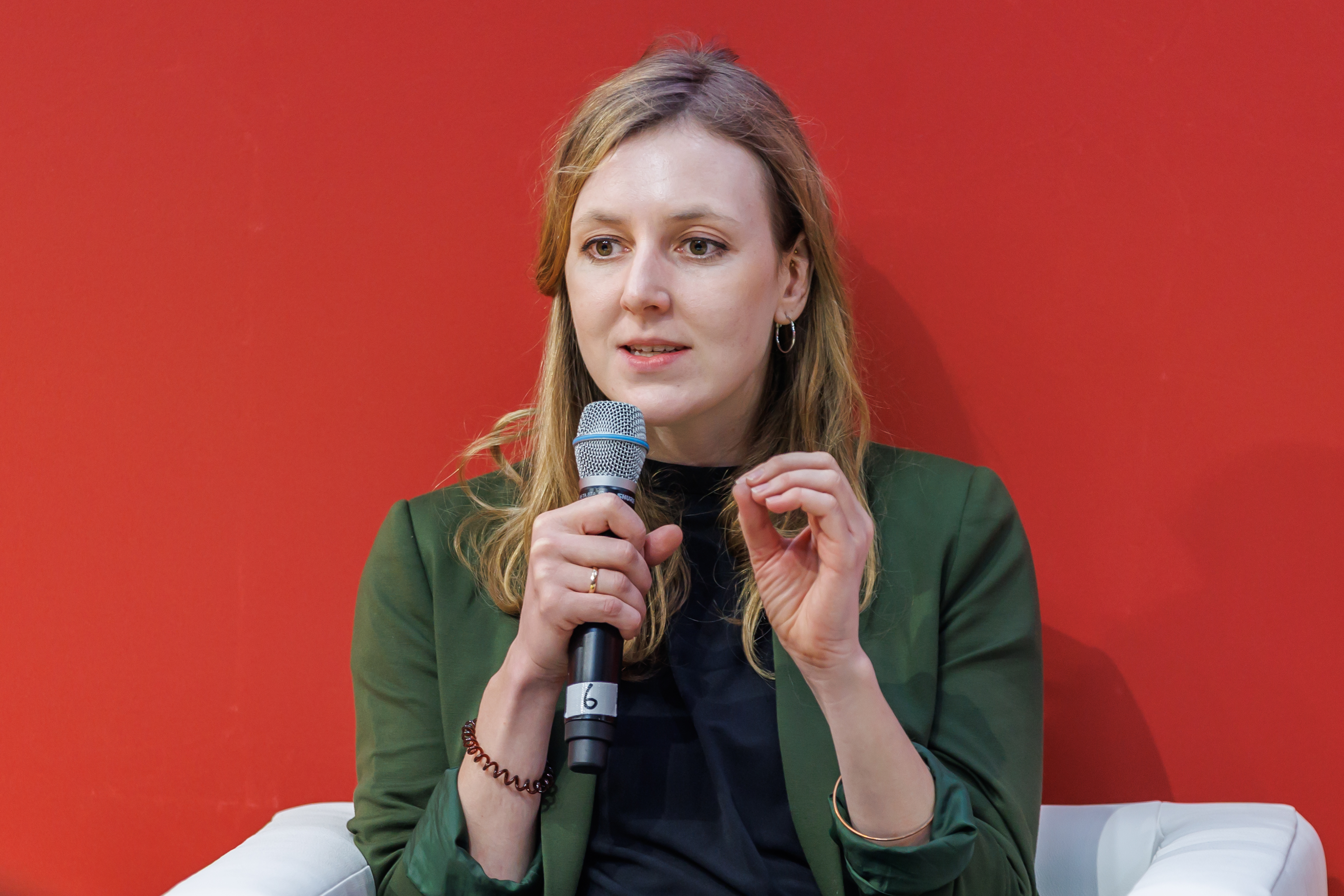
Valerie Schönian (2025)

Valerie Schönian (* 25. September 1990 in Gardelegen, Sachsen-Anhalt) ist eine deutsche Journalistin und Buchautorin.

## Leben
Schönian wuchs in Magdeburg auf. Sie studierte Politikwissenschaft und Germanistik in Berlin. Im Anschluss besuchte sie die Deutsche Journalistenschule in München. 2016 arbeitete sie am Blogprojekt Valerie und der Priester für das ZfB – Zentrum für Berufungspastoral. Anschließend arbeitete sie für die ZEIT, zunächst als Redakteurin für deren Leipziger Büro.
Valerie Schönian lebt als freie Autorin in Berlin.

## Werk

### Kurze Artikel
- Reportage Die Krisenmanagerin. Am 29. September 2022 erschienen im ZEIT Dossier. (Onlinefassung des Textes)
- Der unfertige Osten. Wie die Nachwendegeneration Freiräume entdeckt – und auch nutzt, erschienen in den Frankfurter Heften (Onlinefassung) am 1. April 2024

### Bücher
- Halleluja: Wie ich versuchte, die katholische Kirche zu verstehen Piper Paperback, 4. Edition, München 2018, ISBN 978-3-492-06099-8

- Ostbewusstsein: Warum Nachwendekinder für den Osten streiten und was das für die Deutsche Einheit bedeutet Piper Paperback, 5. Edition, München 2020, ISBN 978-3-492-06187-2
Valerie Schönian definiert in einem Interview[4] den Begriff Ostbewusstsein: Ostbewusstsein bedeute „für mich, für Ostdeutsche, drei Ebenen: Erstens, die Bewusstwerdung darüber, dass man ostdeutsch ist und das auch noch mit einem zu tun hat. Zweitens, das Selbstbewusstsein – dass man auch dazu stehen kann, dass das noch mit einem zu hat. Drittens, auch eine Aufforderung – dazu nach außen auch zu stehen, es ganz bewusst zu sein. Was mir aber wichtig ist: Ostbewusstsein können alle haben, auch Westdeutsche. Da meint es dann das Bewusstsein darüber, dass es da dieses Ostdeutschland mit einer eigenen Erzählung gibt.“

- nachkommen: Wenn Töchter ihren Müttern schreiben &Töchter, 2022, ISBN 978-3-948819-04-0

## Rezeption

### Einschätzung der Bedeutung der Autorin
Valerie Schönian gehört zu den Autoren, die von der Bundeszentrale für politische Bildung als maßgebliche Teilnehmer an dem Diskurs über „(Nach-)Wendekinder“ und die Existenz einer „ostdeutschen Identität“ genannt werden.
Andreas Kötzing lobt die Arbeit junger, in Ostdeutschland nach 1990 aufgewachsener Schriftsteller und Journalisten am Thema „Leben in Ostdeutschland aus der Sicht junger Autoren“: „Die erfolgreichen Romane von Lukas Rietzschel, Daniel Schulz, Hendrik Bolz, Paula Irmschler oder Manja Präkels zeigen ebenso wie die populären Sachbücher von Johannes Nichelmann oder Valerie Schönian, dass individuelle Erzählperspektiven mit komplexen Deutungen möglich sind, ohne starre Ost-West-Klischees zu bedienen.“ Die genannten Autoren bemühen sich Kötzing zufolge, „drei konkurrierende Erinnerungslandschaften im Umgang mit der DDR-Vergangenheit“ miteinander zu verbinden: das „Diktaturgedächtnis“, das „Arrangementgedächtnis“ und das „Fortschrittsgedächtnis“.

### Auszeichnungen
- Am 24. Juni 2023 erhielt Valerie Schönian den „Marlies-Hesse-Nachwuchspreis 2023“ des Journalistinnenbundes e.V. für die Reportage Die Krisenmanagerin.[7] Derselbe Artikel war 2023 auch für den Theodor-Wolff-Preis nominiert.[8] Am 7. November 2023 wurde die Autorin für den Artikel mit dem Helmut Schmidt Journalistenpreis 2023 ausgezeichnet.[9]